# 第一復員省

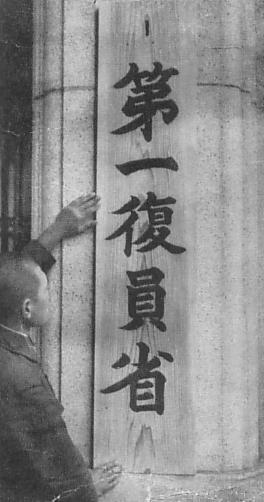
第一復員省開廳

第一復員省（日语：／ Daiichi Fukuin shō */?）是於1945年（昭和20年）12月1日設立，1946年（昭和21年）6月15日廢止的日本中央省廳，由二戰時的陸軍省改組而成。後來與第二復員省（即舊海軍省）合併成為復員廳。
基於「第一復員省官制」（昭和20年勅令第675号）設置，按「有關第一復員省官制廢止等之勅令」（昭和21年勅令第314号）廢止。第一復員省各局長均為勅任官，各部長則為勅任或奏任，秘書官由奏任的第一復員官中選任。第一復員書記官定員1名。第一復員屬定員92名。

## 第一復員大臣

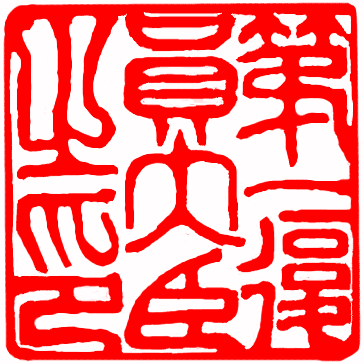
第一復員大臣公印。

1945年（昭和20年）12月1日日本政府廢除陸軍省，改設第一復員省。第一復員大臣及第二復員大臣均由内閣總理大臣兼任。第一復員大臣在陸軍大臣負責的事務之外，還要負責復員有關事務。秘書官由杉田一次擔任。
第一復員大臣
1. 幣原喜重郎（1945年（昭和20年）12月1日 - ）
2. 吉田茂（1946年（昭和21年）5月22日 - 6月15日）

第一復員政務次官
1. 宮崎一（1945年（昭和20年）12月1日 - 1946年（昭和21年）1月16日，陸軍政務次官）

第一復員次官
1. 原守 中将（1945年（昭和20年）12月1日 - 12月19日，陸軍次官）
2. 上月良夫 中将（1945年（昭和20年）12月19日 - 1946年（昭和21年）6月15日，第17方面軍司令官兼朝鮮軍管區司令官）

## 大臣官房
大臣官房負責以下事務：
1. 調査史實
2. 調查在外陸軍部隊
3. 不屬於任何其他部門的終戰後聯絡
4. 翻譯
5. 醫療
6. 其他雜務

大臣官房史實部長
1. 宮崎周一 中將（1945年（昭和20年）12月1日 - 1946年（昭和21年）6月15日，参謀本部第一部長）

大臣官房俘虜調査部長
1. 坪島文雄 中將（1945年（昭和20年）12月1日 - 1946年（昭和21年）4月30日，第146師團長）

## 總務局
總務局負責以下事務：
1. 所管行政的總合調整
2. 部外交渉
3. 整理軍需工業及軍需品（不包括在其他部門管轄範圍內的事物）

舊陸軍省軍務局長吉積正雄中将擔任局長，並由舊軍務局軍事課長荒尾興功大佐擔任總務課長。

## 業務局
業務局負責以下事務：
1. 人事
2. 復員的一般事項
3. 運輸及通信

由舊陸軍省人事局為中心改造而成，舊陸軍省人事局長額田坦中將擔任局長。1946年（昭和21年）3月31日以降局長出缺。

## 經理局
經理局負責以下事務：
1. 預算、決算、資金、契約及支付
2. 會計監察
3. 衣糧、軍需品及營運
4. 國有財產

幾近完全繼承舊陸軍省經理局，並由舊陸軍省經理局長森田親三主計中將繼續擔任局長。

## 法務局
法務局負責以下事務：
1. 司法及刑務
2. 維持紀律

幾近完全繼承舊陸軍省法務局，並由舊陸軍省經理局長大山文雄法務中將繼續擔任局長。

## 外部連結
- 国立国会図書館 憲政資料室 復員省関係資料 （页面存档备份，存于）